# Llengües ugrofineses

Banderes dels pobles ugrofinesos

Les llengües ugrofineses o finoúgriques formen una subfamília de les llengües uralianes. A diferència de moltes de les altres llengües parlades a Europa, les llengües ugrofineses no formen part de la família de llengües indoeuropees. Les llengües uralianes inclouen també les llengües samoièdiques, i alguns lingüistes usen els termes ugrofinès i uralià com a sinònims. Moltes de les més petites llengües ugrofineses estan en perill d'extinció.

## Orígens
El lloc d'origen del protofinoúgric, la hipotètica protollengua de les modernes llengües finoúgriques, no és localitzable. L'àrea que es correspon amb l'actual Rússia europea central i nord (això és, a l'oest dels Urals) és la zona que s'estima com a més probable, per a una època que dataria del tercer mil·lenni aC. Això és suggerit per la gran diversitat interfamiliar en l'àmbit de la zona mitjana del Volga; tres branques ben diferenciades de la família, mordovià, mari i permià, són localitzades en aquesta regió. També determinats noms reconstruïts de plantes i animals (per exemple, pícees, pi siberià, avet siberià, etc.) són congruents amb aquesta localització. El protofinoúgric reconstruït conté estrangerismes presos de l'indoirànic, especialment les paraules per a mel i abella, probablement de l'època en què les tribus indoiràniques (com els escites i els sàrmates) van habitar les estepes euroasiàtiques.
Hi ha proves que abans de l'arribada de les tribus de llengua eslava a l'àrea de l'actual Rússia, parlants d'ugrofinès podrien haver-se dispersat al llarg de tota l'àrea entre els Urals i el mar Bàltic. Aquesta era la distribució de la cultura de pintes de ceràmica (Comb Ceramic Culture), una cultura de l'edat de pedra que sembla adequar-se a les poblacions de parlants de finoúgric, c. 4200 aC – c. 2000 dC. Hi ha hagut intents de relacionar les llengües ugrofineses amb les llengües indoeuropees, però no hi ha prou similituds per a vincular-les amb alguna certesa. Existeixen semblants terminacions flexives, però el fet que estiguin o no genèticament relacionades és irresoluble. El lèxic comú no atribuïble a préstecs és molt escàs, i no s'han establert lleis fonètiques. Per contra, s'ha suggerit que les llengües germàniques van evolucionar a partir d'una llengua indoeuropea com el cèltic imposat sobre un substrat finès, encara que no n'hi ha proves prou satisfactòries.
Una part del lèxic finobàltic no és compartit amb la resta de les llengües ugrofineses, cosa que pot ser deguda a un substrat prefinès, que pot coincidir en part amb el substrat de les llengües bàltiques indoeuropees. Amb relació a les llengües sami (lapó), s'ha suggerit la hipòtesi que els antecessors dels samis parlaven originàriament una llengua diferent, però que van adoptar la seva llengua actual sota la pressió dels seus veïns parlants de finès. La teoria que l'origen de l'ugrofinès es correspon amb una extensa àrea del nord d'Europa ha rebut més suport de les dades arqueològiques i genètiques que dels resultats lingüístics. Especialment, Kalevi Wiik ha afirmat que el protofinoúgric fou la llengua originària en la major part de l'Europa central i nord, i que els primers parlants d'ugrofinès i les seves llengües es van originar en el territori de la moderna Ucraïna durant l'últim període glacial, quan la totalitat del nord d'Europa va ser coberta pel gel. Aquesta hipòtesi, no obstant això, ha estat rebutjada per gairebé tots els experts en lingüística comparada de l'ugrofinès; el model de Wiik ha estat criticat per confondre conceptes genètics, arqueològics i lingüístics, i molts experts veuen la teoria com a pseudocientífica.

## Classificació
És generalment acceptat que la subfamília ugrofinesa de les llengües uralianes té els membres:
- Úgric
  - Hongarès
    - Hongarès

  - Ob úgric
    - Khanti (ostiac)
    - Mansi (vogul)
- Llengües finopermianes
  - Llengües permianes
    - Komi (ziriè)
    - Udmurt (votiac)

  - Llengües finovolgaiques
    - Mari (txeremís)
    - Mordovià
      - Erza
      - Mocxa

    - Llengües finovolgaiques extintes
      - Merya
      - Mesxerià
      - Muromià

    - Finolapó (finosami)
      - Sami (lapó)
        - Sami occidental
          - Sami meridional
          - Sami d'Ume — gairebé extingit
          - Sami de Lule
          - Sami de Pite — gairebé extingit
          - Sami septentrional

        - Sami oriental
          - Sami de Kemi — extingit
          - Sami d'Inari
          - Sami d'Akkala — extingit
          - Sami de Kildin
          - Sami skolt
          - Sami de Ter — gairebé extingit

      - Llengües baltofineses
        - Estonià
        - Finès - inclòs meänkieli, kven i ingrià
        - Carelià - inclòs ludi i carelià d'Olonets
        - Estonià meridional, inclòs võro (seto)
        - Livonià (Liv) — gairebé extingit
        - Vepse
        - Vòtic (Vot) — gairebé extingit

## Vocabulari comú
Aquí hi ha una petita mostra de vocabulari uràlic (basat en l'Encyclopædia Britannica i Hakkinen 1979).
| Català   | Finès                                  | Estonià                              | Sami septentrional | Inari Sami | Mari  | Komi  | Khanti | Hongarès    | Finoúgric reconstruït   |
| -------- | -------------------------------------- | ------------------------------------ | ------------------ | ---------- | ----- | ----- | ------ | ----------- | ----------------------- |
| cor      | sydän, sydäm-                          | süda, südam-                         | -                  | -          | šüm   | śələm | səm    | szív        | *śiδä(-mɜ) / *śüδä(-mɜ) |
| faldilla | syli                                   | süli                                 | salla, sala        | solla      | šəl   | syl   | jöl    | öl          | *süle / *sile           |
| vena     | suoni                                  | soon                                 | suotna, suona      | suona      | šön   | sən   | jan    | ér          | *sōne / *se̮ne           |
| anar     | mennä, men-                            | minna, min-                          | mannat             | moonnađ    | mije- | mun-  | mən-   | menni, megy | *mene-                  |
| peix     | kala                                   | kala                                 | guolli, guoli      | kyeli      | kol   | -     | kul    | hal         | *kala                   |
| mà       | käsi, käte- gen. käden, part. kättä    | käsi, kät- gen. käe, part. kätt      | giehta, gieđa      | kieta      | kit   | ki    | köt    | kéz         | *käte                   |
| ull      | silmä                                  | silm                                 | čalbmi, čalmmi     | čalme      | šinča | śin   | sem    | szem        | *śilmä                  |
| un       | yksi, yhte- gen. yhden, part. yhtä     | üks, üht- gen. ühe, part. üht(e)     | okta, ovtta        | ohta       | ikte  | ət'ik | ĭt     | -           | *ykte                   |
| dos      | kaksi, kahte- gen. kahden, part. kahta | kaks, kaht- gen. kahe, part. kaht(e) | guokte             | kyeh´ti    | kokət | kyk   | kät    | kettő/két   | *kakta / *käktä         |
| tres     | kolme                                  | kolm                                 | golbma             | kulma      | kumət | kujim | koləm  | három       | *kolme / *kulme         |
| gel      | jää                                    | jää                                  | jiekŋa, jieŋa      | jiena      | ij    | ji    | jöŋk   | jég         | *jäŋe                   |
| poll     | täi                                    | täi                                  | dihkki             | tikke      | tij   | toj   | tögtəm | tetű        | *täje                   |

(Notes ortogràfiques: La hacek (š) denota articulació postalveolar, mentre que l'accent (ś) denota una articulació palatal secundària. La lletra finesa 'y' [y] representa el mateix fonema (una [i] arrodonida) que la lletra 'ü' en altres idiomes. La veu aspirant dental [ð] és l'origen del finès estàndard 'd', que es pronuncia de manera diferent en cada dialecte. El mateix so és marcat amb la lletra đ en les parles sami. La 'č' sami és una postalveolar africada sorda [ʧ].)

### Nombres
Els nombre d'1 a 10 en finès, estonià, võro, sami septentrional, erzya, Meadow Mari, Mansi, hongarès, i proto-finoúgric.
| Nombre | Finès     | Estonià | Võro   | Sami septentrional | Inari Sami | Erzia  | Meadow Mari | Mansi   | Hongarès | Proto-F-U |
| ------ | --------- | ------- | ------ | ------------------ | ---------- | ------ | ----------- | ------- | -------- | --------- |
| 1      | yksi      | üks     | ütś    | okta               | ohta       | vejke  | ikte        | akva    | egy      | *ykte     |
| 2      | kaksi     | kaks    | katś   | guokte             | kyeh´ti    | kavto  | kokət       | kityg   | kettő    | *kakte    |
| 3      | kolme     | kolm    | kolm   | golbma             | kulma      | kolmo  | kumət       | hurum   | három    | *kolm-    |
| 4      | neljä     | neli    | nelli  | njeallje           | nelji      | ńiľe   | nələt       | nila    | négy     | *neljä-   |
| 5      | viisi     | viis    | viiś   | vihtta             | vitta      | veƭe   | wizət       | at      | öt       | *vit(t)e  |
| 6      | kuusi     | kuus    | kuuś   | guhtta             | kutta      | koto   | kuδət       | hot     | hat      | *kut(t)e  |
| 7      | seitsemän | seitse  | säidse | čieža              | čiččam     | śiśem  | šəmət       | sat     | hét      | N/A       |
| 8      | kahdeksan | kaheksa | katõsa | gávcci             | käävci     | kavkso | kandaš(e)   | ńololov | nyolc    | N/A       |
| 9      | yhdeksän  | üheksa  | ütesä  | ovcci              | oovce      | vejkse | indeš(e)    | ontolov | kilenc   | N/A       |
| 10     | kymmenen  | kümme   | kümme  | logi               | love       | kemeń  | lu          | lov     | tíz      | N/A       |